# 28193 Italosvevo
28193 Italosvevo este o planetă minoră (asteroid), cu un diametru de 2,211 km, din centura de asteroizi. A fost descoperită pe 29 noiembrie 1998 la Circolo Culturale Astronomico di Farra d'Isonzo⁠(d) de Circolo Culturale Astronomico di Farra d'Isonzo⁠(d). 
Obiectul prezintă o orbită caracterizată de o semiaxă mare de 2,1970092 UAi, o excentricitate de 0,2, o înclinație de 6,09053 ° în raport cu ecliptica.